# Massimo Consoli
Luciano Massimo Consoli (12 de diciembre de 1945 – 4 de noviembre de 2007) fue uno de los padres fundadores del movimiento de liberación homosexual italiano.

## Biografía
Consoli es reconocido por sus admiradores como uno de los fundadores del movimiento gay italiano. Autor de una cuarentena de volúmenes, sin contar textos autógrafos y traducciones, es uno de los principales estudiosos de la historia de la homosexualidad. En el curso de sus muchas décadas de actividad ha recopilado un archivo internacional sobre la homosexualidad, hoy incorporado al Archivo del Estado Italiano en Roma. En este lugar se guardan los originales de artículos, estudios y correspondencia sobre el origen del movimiento gay recopilados a partir de 1959 además de más de un millar de libros sobre la homosexualidad.
Consoli ha redescubierto o revalorizado, mediante traducciones y estudios, personajes posteriormente definidos como "padres fundadores" (utilizando el mismo término que utiliza en su colección de escritos históricos) del movimiento de liberación homosexual, como:
Karl Heinrich Ulrichs,
Karl-Maria Kertbeny,
John Henry Mackay,
Edward Westermarck y otros.
Conocía y era amigo de artistas y literatos como
Dario Bellezza,
Pier Paolo Pasolini,
Sandro Penna,
Mario Mieli
y otros.
El antropólogo francés Alain Daniélou lo definía como el "papa de los homosexuales".
Su lucha social y política por los derechos de las personas homosexuales comenzó muy pronto, fundando a los dieciocho años, en 1963, dentro de su propia escuela el grupo semiclandestino "La rivoluzione è verde" (‘La revolución es verde’, nombre tomado del color del clavel de Oscar Wilde y del nombre de la sociedad de las corbatas verdes, grupo homófilico francés del siglo XIX. En 1966 la experiencia "escolar" evoluciona hacia un grupo más implicado políticamente, ROMA-1 (Rivolta Omosessuale Maschi Anarchici: primera fase), la primera asociación romana declaradamente homosexual.
En julio de 1968 ROMA-1 alquila su primera sede propia, dentro de la cual se animará el debate sobre el caso de Aldo Braibanti, el filósofo acusado de plagio en defensa del cual se manifestaron, entre otros, los radicales de Marco Pannella y el escritor Alberto Moravia.
Marchándose a Holanda el 17 de noviembre de 1969 Consoli concluye la Carta de Ámsterdam expresamente para los derechos de los homosexuales, a partir de la cual surgirá después el Manifiesto gay (20 de noviembre de 1971) cuyo nombre oficial es el Manifiesto para la Revolución Moral: la Homosexualidad Revolucionaria, que contenía autores de la talla de la escritora Francoise D'Eaubonne y del poeta italiano emergente, Dario Bellezza. Consoli incluirá en el manifiesto un "informe sobre la situación del colectivo homosexual en iItalia" comisariada por un dirigente de la asociación gay holandesa Cultuur en Ontspannings-Centrum (COC). Entre tanto las intervenciones de Consoli se pubicaban en la revista homosexual danesa Uni y en la sueca Viking y Revolt.
En enero de 1972, la asociación ROMA-1 cambia de nombre, pasando a ser durante algún tiempo el Frente Nacional de Liberación Homosexual, y después Revolución Homosexual. Las reuniones se mantenían en casa de Consoli o en la casa de Dario Bellezza en la 'via dei Pettinari, 75 donde el propio Consoli había vivido anteriormente.
El 1 de mayo de 1972 R. H. sale por primera vez a la calle en Campo de' Fiori, junto con otros grupos recientemente constituidos, aunque en aquella ocasión se vieron forzados a soportar la contestación de parte de los miembros del grupo de ultraizquierda Potere Operaio.
En mayo de 1973 Consoli, consciente de la necesidad de profundización teórica en la realidad gay, promueve un último cambio de nombre del grupo que se transformará en el CIDAMS (Centro Italiano para la Documentación de las Actividades de las Minorías Sociales). De esta experiencia sociológica surgirán iniciativas muy diferentes: desde el TIPCCO (Tribunal internacional permanente para crímenes contra la homosexualidad) al premio Triángulo rosa que tras el asesinato de Pier Paolo Pasolini (2 de noviembre de 1975) tomará el nombre del poeta. Todo esto sucede hasta el 21 de febrero de 1976 cuando CIDAMS se transformará en el prototipo OMPO's de centro cultural y discoteca gay con sede en Testaccio, a partir de la publicación mensual Ompo, fundada en abril del año anterior. Entre las iniciativas de esta asociación, que permanecerá activa hasta mayo de 1978, está la de haber abierto oficialmente en el PCI la llamada "cuestión homosexual". Llegaría esta tras una manifestación frente a la sede del partido el 30 de octubre de 1976 que abre las celebraciones conmemorativas en honor de Pier Paolo Pasolini en el primer aniversario de su asesinato. En diciembre de aquel mismo año el TIPCCO organiza un contraproceso paralelo al oficial contra Pino Pelosi, el asesino confeso del "genio de Carsa".
El 21 de julio de 1978 el tren consoliano retomó el camino. En un edificio situado siempre en Testaccio, en frente de la vieja, nace la Gay House Ompo's. Durante ese tiempo se mantienen muchos encuentros de alto nivel cultural en la "casa gay". Gracias a la actividad de Consoli como observador participante y a un tiempo cuidadosa y sin sesgos, la izquierda se vio forzada a abandonar su apoyo a la revolución jomeinista de los ayatolás, juzgada equivocadamente hasta ese momento incluso en los periódicos de la izquierda como Lotta Continua (con los artículos casi apologéticos de un tal Carlo Panella...) que anteriormente (1977) ya había creado la llamada página frocia (literalmente, ‘página maricona’).
Otra mancha de la izquierda develado por Consoli y sus estudios ha sido la violenta homofobia del régimen castrista, tema que ahora, por fin, es bastante conocido entre el movimiento gay. La primera reunión sobre el tema tuvo lugar el 8 de mayo de 1980 en la misma sede de la Gay House. Gracias a tan interesantes iniciativas, Consoli pudo tener voz en el ayuntamiento de Roma en las negociaciones para la asignación oficial del local a su asociación. De esta febril actividad cultural se hace eco también la RAI que envió a la instalación a las cámaras del Telegiornale 2 (Telediario italiano) que en su edición de la tarde, con el título "Costumbres y sociedad", le dedicó un largo espacio.
Ya concluida la experiencia de la Gay House, Consoli vuela a los Estados Unidos, donde permanecerá día arriba día abajo hasta mitad de los años ochenta, y en Nueva York, en el triste y famoso 3 de julio de 1981, cuando el periódico New York Times habló de un "cáncer raro observado en 41 homosexuales". Se trataba de los primeros casos de sida y Consoli fue de los primeros de hablar del tema en Italia.
El 29 de enero de 1988 Consoli organizó una muestra sobre la grave enfermedad, que ahora goza de gran reconocimiento. La muestra, que se celebró por primera vez en el Club Valerio Verbano se llamaba: Sida, otro apestamiento paralelo. El mismo año, el 28 de agosto en L'Aquila encuentra la tumba de Karl Heinrich Ulrichs (anteriormente redescubierta por Enzo Cucco), primer autor en abordar en doce ensayos cortos el tema de la sexualidad en el siglo XIX. En el frente periodístico, en septiembre de 1989, sale el primer número, dirigido por Consoli, del periódico Rome Gay News. Poco después, el 20 de agosto de 1989, el periódico Paese Sera, con el cual Consoli colaboraba desde hace tiempo, le confía la cobertura informativa de los eventos de la comunidad gay de Roma.

## Después de 2000
Desde 2001 en adelante la actividad de Consoli se redujo forzosamente a causa de un cáncer de colon que lo debilitó y le obligó a padecer numerosos ingresos hospitalarios, llegando al coma. En la autobiografía Andata e ritorno (Ida y vuelta, editorial Croce, 2003) Consoli narra las peripecias acaecidas en la persecución de la realización del mayor deseo de su vida, con un objetivo doble: la legitimación del propio archivo internacional de historia y publicidad gay por parte del Estado Italiano y la adopción del joven Lorenzo, poco menor de veinte años, al cual Consoli profesaba afecto paternal.
El archivo ha ido aumentando sus fondos desde 2001 gracias al material cedido por Consoli y depositado dentro de la sede del archivo del estado (En la plaza de los archivos en el Eur, Roma). Lorenzo fue oficialmente adoptado según las leyes del estado italiano y hoy vive con su joven esposa Milika en la casa de Massimo, que a fecha de 30 de septiembre de 2004 se convirtió en abuelo por primera vez de un niño que lleva el nombre de sus padres eligieron para él: el de su abuelo italiano Massimo.
Falleció a la 01.50 del domingo, 4 de noviembre de 2007 en el hospital de Velletri donde ya llevaba hospitalizado algunas semanas por un cáncer de colon.

## Bibliografía selecta

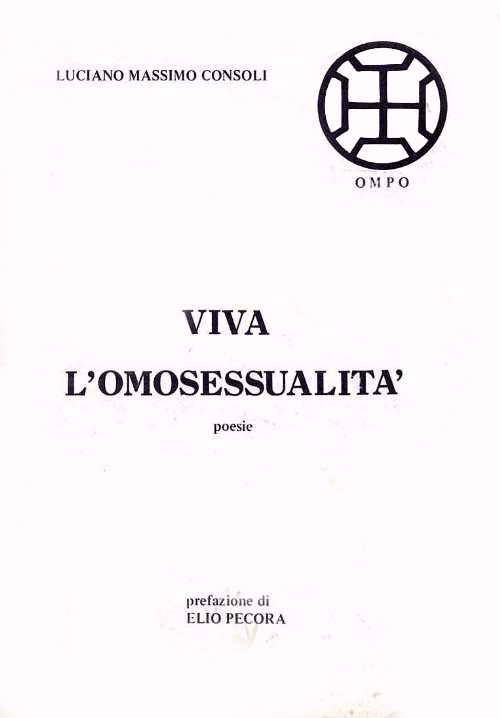
Portada de Viva la homosexualidad (1975).